# Efferia texana
Efferia texana är en tvåvingeart som först beskrevs av Banks 1919.  Efferia texana ingår i släktet Efferia och familjen rovflugor. Inga underarter finns listade i Catalogue of Life.